# Eleonora d'Aragona (reggente di Cipro)
Eleonora d'Aragona (1333 – Falset, 26 dicembre 1416) principessa aragonese degli Aragona di Ribagorza, fu contessa consorte di Tripoli, dal 1353, Regina consorte di Cipro, dal 1358 e Regina consorte titolare di Gerusalemme, dal 1359 al 1369; poi fu Reggente di Cipro, dal 1369 al 1372.

## Biografia

### Infanzia

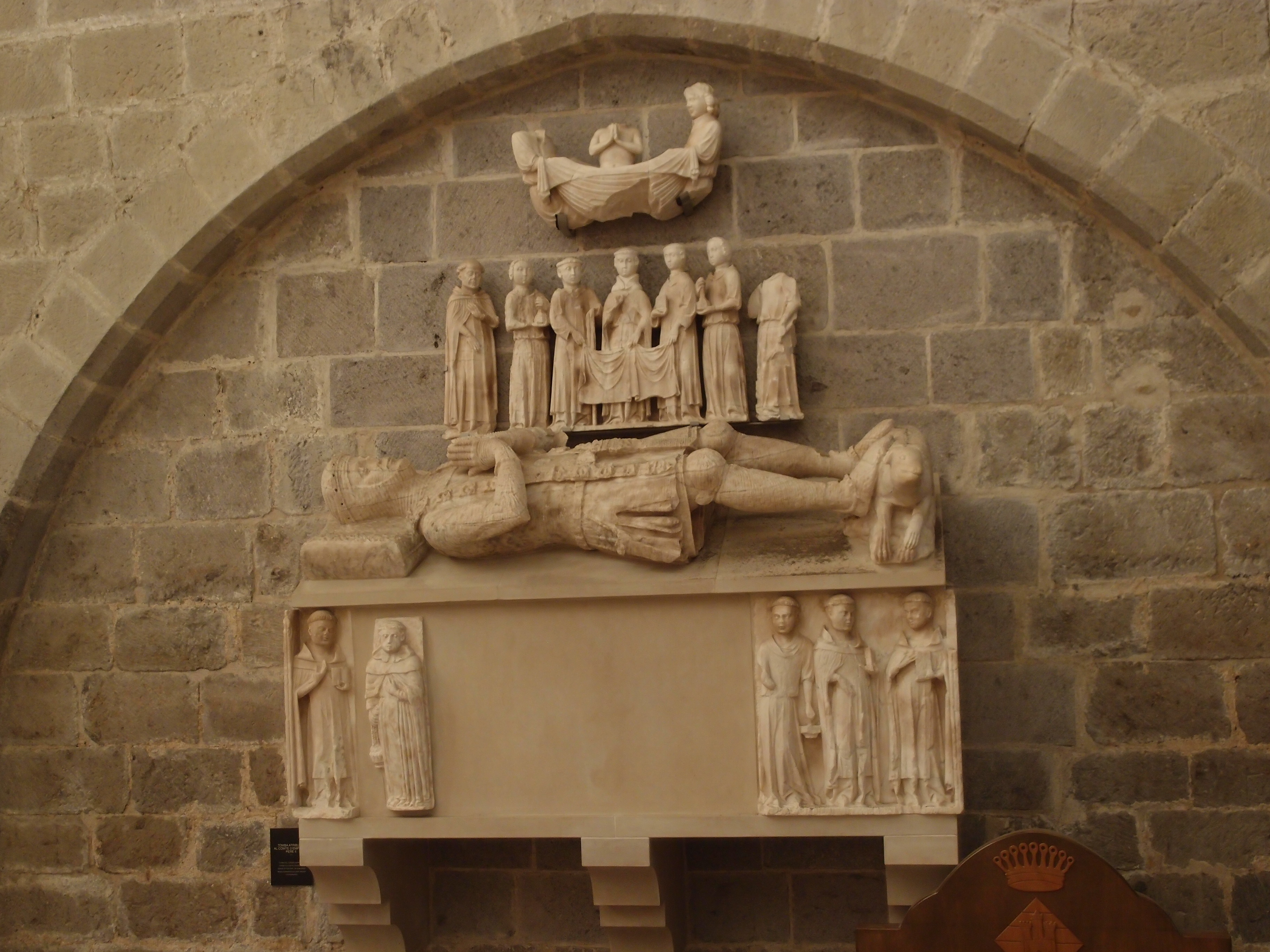
Il gisant di Pietro IV di Ribagorza nel castello di Empúries

Secondo Les familles d'outre-mer, Eleonora era figlia dell'infante Pietro d'Aragona e Angiò (settimo figlio (quarto maschio) del re d'Aragona e di Valencia, Conte di Barcellona e delle altre contee catalane Giacomo II il Giusto e di Bianca di Napoli, figlia del re di Napoli, Carlo lo Zoppo e di Maria D'Ungheria), conte di Ribagorza e di Empúries, Conte di Prades e Signore di Dénia e Gandía e Siniscalco di Catalogna, e di Giovanna di Foix-Béarn (?-ca. 1358), figlia del conte di Foix e visconte di Béarn, Gastone I di Foix-Béarn e di Giovanna d'Artois.
Eleonora era quindi membro della casa reale degli Aragona: il re d'Aragona, Alfonso IV era suo zio, fratello di suo padre, ed il successore, Pietro IV, era suo cugino primo; Eleonora vide presumibilmente la luce nel castello di Falset, allora capitale della contea di Prades.

### Matrimonio

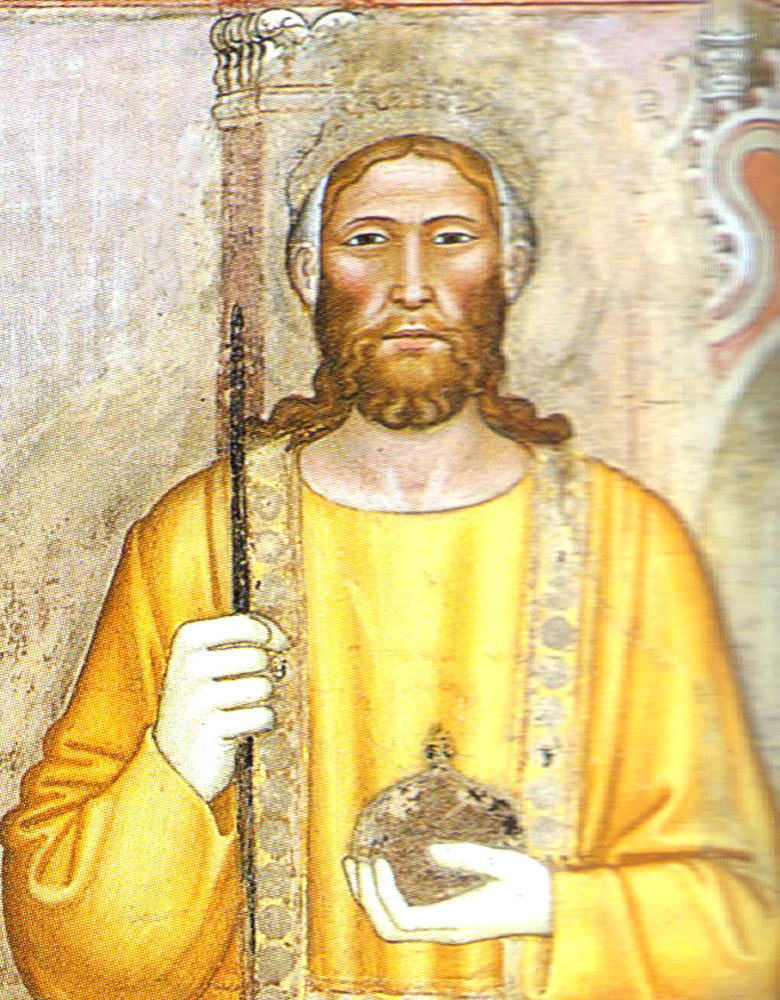
Ritratto di Pietro I di Lusignano di Andrea di Bonaiuto
Affresco del Cappellone degli Spagnoli della Basilica di Santa Maria Novella, Firenze, 1366

Per rafforzare la sua politica e la potenza economica nel mar Mediterraneo, suo cugino, Pietro IV, nel 1353, fece maritare con l'erede del Regno di Cipro e Regno di Gerusalemme, il Conte di Tripoli, Pietro, che, sia secondo Les familles d'outre-mer, che secondo la Chroniques d'Amadi et de Strambaldi. T. 1, era il figlio secondogenito del re di Cipro (Ugo III) e di Gerusalemme Ugo IV (1294 – 1359) e di Alice d'Ibelin (1305 c. – 1386), che, ancora secondo Les familles d'outre-mer, che secondo la Chroniques d'Amadi et de Strambaldi. T. 1, era figlia di Guido d'Ibelin, signore del castello di Nicosia, siniscalco di Cipro e della moglie, nonché cugina, Isabella o Margherita d'Ibelin.

Suo marito era al suo secondo matrimonio, nel 1342 Pietro aveva sposato Echive de Montfort (1324 - † prima del 1353), ereditiera di Umfredo di Montfort, connestabile di Cipro e signore titolare di Tiro e di Toron, anche signore di Beirut († 1326), che gli aveva dato una figlia, Eschiva, che premorì al padre.

### Regina di Cipro

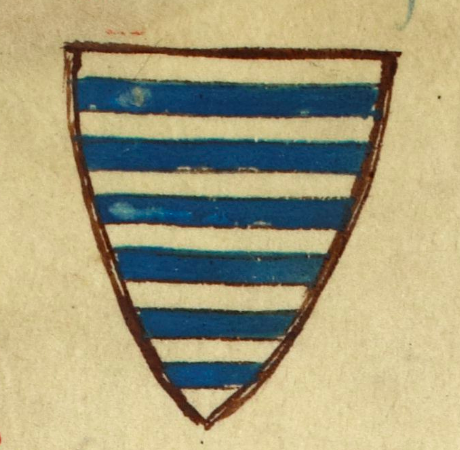
Lo stemma dei Lusignano nellHistoria anglorum

Suo suocero, Ugo IV, nel 1358, cedette la corona di Cipro a Pietro come Pietro I e contemporaneamente nominò l'altro figlio, Giovanni, principe di Antiochia e connestabile di Cipro.

Suo suocero, Ugo IV, morì il 10 ottobre 1359 a Nicosia ed il 5 aprile 1360, Pietro, con Eleonora, furono incoronati nella cattedrale di San Nicola a Famagosta re e regina di Gerusalemme.
La signoria di Eleonora non fu un colpo di fortuna per il Regno di Cipro. Pare che ella fosse diventata amareggiata, dura e inflessibile. Il marito aveva amanti e lei questo non poteva sopportarlo.
Suo marito, Pietro I, all'inizio del 1363, intraprese un viaggio in Europa, durante il quale si recò in Germania, Francia e Inghilterra; ad Avignone incontrò papa Urbano V, dal quale ottenne l'approvazione e la riconquista di Gerusalemme. 
Dopo la Crociata alessandrina, durante un'assenza del marito, Pietro I, Eleonora, regnante come reggente in sua vece, fece gettare in carcere e torturare Giovanna la Tedesca, amante del marito, incinta di otto mesi; dopo la nascita il bambino fu portato a palazzo e non si seppe più nulla; quando Eleonora seppe che il marito, messo al corrente non approvava, fece rinchiudere Giovanna in un monastero, dal quale fu poi liberata, dopo aver fatto un anno di prigione e sei mesi di clausura.

Dopo il rientro di Pietro I, Eleonora fu accusata di avere avuto una relazione adulterina con Giovanni di Morf, conte titolare di Edessa ma il nobili convocati per confermare respinsero le accuse e colui che aveva calunniato Eleonora fu imprigionato e lasciato morire in carcere. In seguito Pietro tiranneggiò i nobili prediletti da Eleonora, incluso il proprio fratello Giovanni.
Il 17 gennaio 1369, suo marito, Pietro I, fu sorpreso nel letto dell'amante Eschiva di Scandelion dai cavalieri Giovanni di Gaurelle, Enrico di Giblet (Jubail) e Filippo d'Ibelin, che lo ferirono gravemente a colpi di spada, e subito dopo fu decapitato, probabilmente con la complicità dei suoi stessi fratelli Giovanni, principe di Antiochia (c.a 1329 – 1375) e Giacomo, che, pur presenti in casa, non fecero nulla per aiutarlo.

L'omicidio di Pietro viene confermato da Les familles d'outre-mer, e narrato sia dalla Chroniques d'Amadi et de Strambaldi. T. 1 che dalla Chronique de l'Île de Chypre.

A Pietro succedette il figlio Pietro, come Pietro II, sotto la tutela della madre, Eleonora, e la reggenza dello zio, Giovanni.
Dopo la morte del marito, Eleonora inviò parecchie lettere al papa e ai potenti in occidente per lamentarsi della cattiva condotta dei nobili ciprioti. Ella rimase a Cipro per impedire che al figlio fosse sottratto il trono.
Infatti, il figlio, Pietro II, nonostante fosse stato incoronato re, non era libero di destinare i feudi del regno, senza l'approvazione dei nobili.
Con l'appoggio di Papa Gregorio XI, Eleonora, per vendicare la morte del marito e per aiutare il figlio a regnare, invitò i genovesi ad invadere Cipro.
Con l'aiuto del tradimento di Giovanni di Morf, questi ultimi occuparono nel 1373 la città di Famagosta e saccheggiarono Nicosia; inoltre fecero decapitare gli assassini di Pietro I 
 e misero in prigione, a Genova, Giacomo di Lusignano. Eleonora inoltre, con la complicità del figlio. Pietro II, tese un tranello e favorì l'omicidio dell'altro cognato Giovanni nel 1374.
Dopo che, nel 1378 a Cipro era arrivata la nuora, Valentina Visconti, si ebbe discussioni ed iniziarono i dissapori tra Eleonora e Valentina, e dato che i rapporti erano sempre molto tesi, nel 1380 il figlio Pietro II, decise di rinviare in Catalogna la madre Eleonora che si imbarcò su una nave inviata dal re, Pietro IV di Aragona.

### Signora di Valls

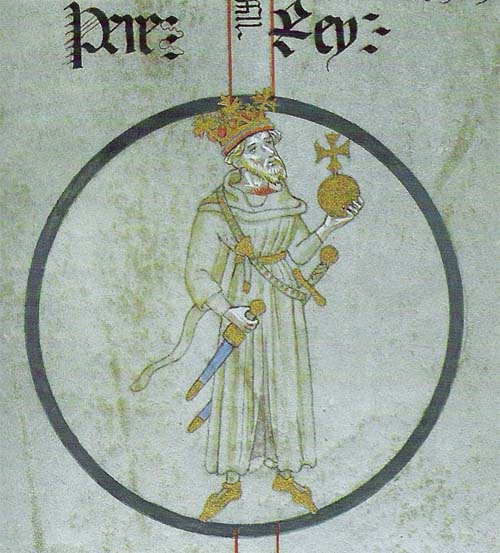
Pietro IV d'Aragona (Monastero di Santa Maria di Poblet, 1400).

Dopo il rientro della Regina da Cipro, suo cugino, il re Pietro IV, le assegnò nel 1382 la sua parte della città di Valls, che fu così amministrata da due signori: Eleonora e l'arcivescovo di Tarragona, titolare dell'altra parte.
Trasferitasi nel palazzo vescovile, in breve tempo esso fu occupato dai suoi servitori e favoriti che l'avevano accompagnata da Cipro. In particolare vi si installò il Maggiordomo di palazzo, Bonanato, ed il fratello di lei Giovanni I di Prades, molto spesso vi soggiornò. Tutto ciò irritò notevolmente la popolazione della città.
Già dopo poco tempo i conflitti si inasprirono. Già da prima si doveva pagare una tassa sulle importazioni di vino, ma i favoriti dell'ex regina ne furono esentati. Ciò provocò una ribellione con vittime da entrambe le parti, cosicché infine ai cortigiani non rimase altro che adeguarsi al pagamento della tassa.
Dopo la morte del re Pietro IV, il figlio e successore al trono Giovanni subentrò al vescovo di Tarragona nella sua parte di signoria sulla città.

### Ultimi anni e morte

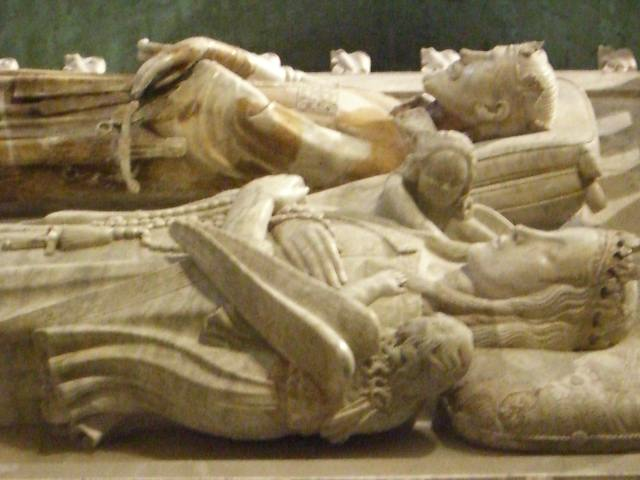
Statua tombale di Giovanni I di Aragona e della moglie, Iolanda di Bar.

I conflitti fra la popolazione e l'ex regina proseguirono. A causa di un presunto oltraggio contro i cittadini di Valls, questi irruppero nuovamente nel palazzo ed uccisero Bonanato sotto gli occhi di Eleonora. Terrorizzata, ella fuggì nei dominii del fratello, verso Gratallops presso False e dopo dodici anni di permanenza in Valls non vi rimetterà più piede.

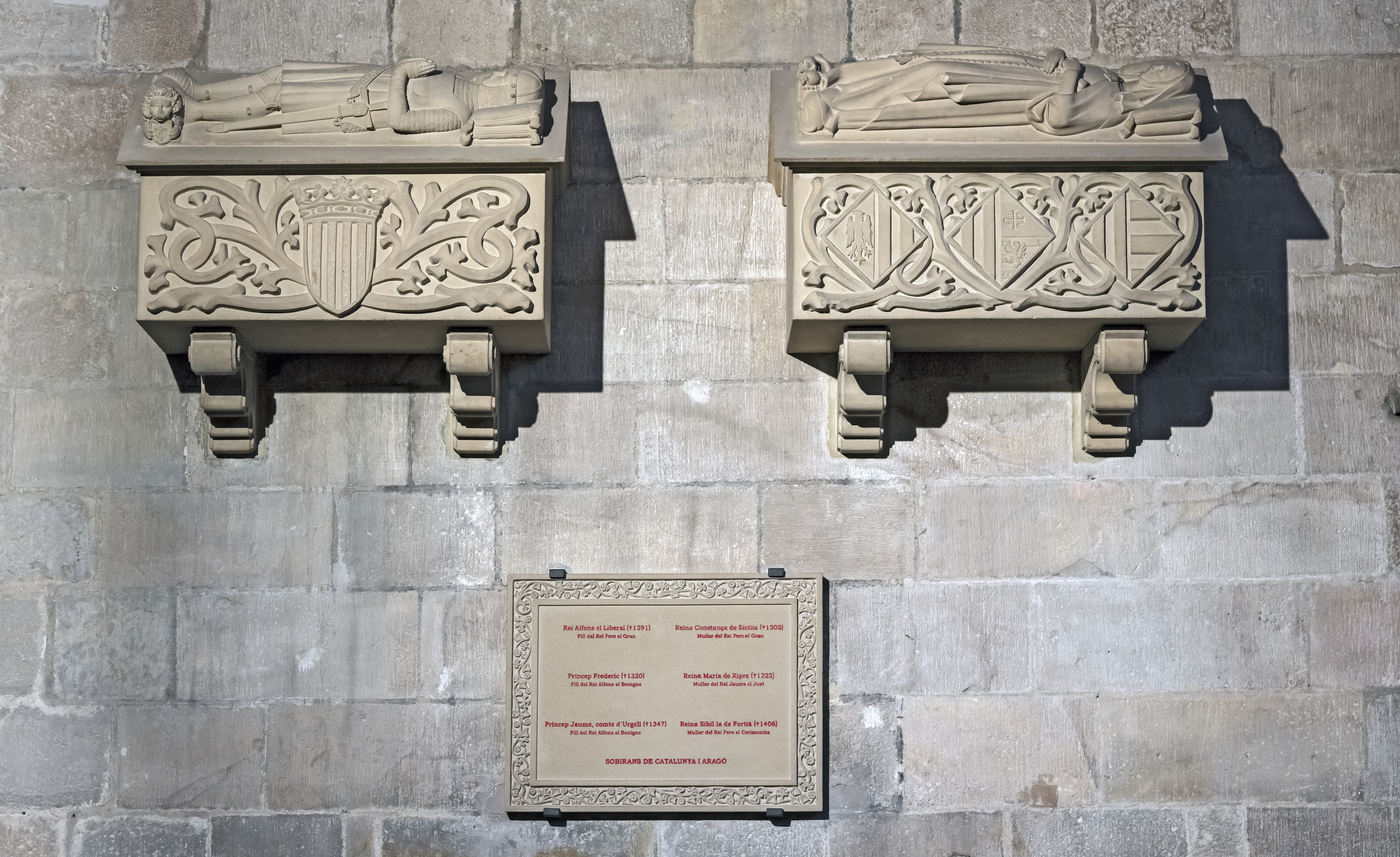
La tomba di Eleonora (a destra) nella Cattedrale di Barcellona

Morì a Falset, in Catalogna, il 26 dicembre 1416.

## Discendenza
Dal matrimonio di Eleonora con Pietro I di Cipro nacquero due figli:
- Pietro (c.a. 1357-1382), successore del padre nella titolarità del regno di Cipro e di Gerusalemme con il nome di Pietro II[30];
- Margherita o Maria († c.a. 1397), andata sposa a Giacomo di Lusignano, conte di Tripoli[31].

## Ascendenza
|                                       |                                     |                                  | Genitori                       |  |  | Nonni |  |  | Bisnonni                              |  |  | Trisnonni                            |  |
|                                       |                                     |                                  |                                |  |  |       |  |  | Pietro III, re della Corona d'Aragona |  |  | Giacomo I, re della Corona d'Aragona |  |
|                                       |                                     |                                  |                                |  |  |       |  |  | Pietro III, re della Corona d'Aragona |  |  | Giacomo I, re della Corona d'Aragona |  |
|                                       |                                     | Iolanda d'Ungheria               |                                |  |  |       |  |  | Pietro III, re della Corona d'Aragona |  |  |                                      |  |
| Giacomo II, re della Corona d'Aragona |                                     |                                  |                                |  |  |       |  |  | Pietro III, re della Corona d'Aragona |  |  |                                      |  |
|                                       |                                     | Costanza II, regina di Sicilia   | Manfredi, re di Sicilia        |  |  |       |  |  |                                       |  |  |                                      |  |
|                                       |                                     | Costanza II, regina di Sicilia   | Manfredi, re di Sicilia        |  |  |       |  |  |                                       |  |  |                                      |  |
|                                       |                                     | Costanza II, regina di Sicilia   | Beatrice di Savoia             |  |  |       |  |  |                                       |  |  |                                      |  |
| Pietro IV, conte di Ribagorza         |                                     | Costanza II, regina di Sicilia   |                                |  |  |       |  |  |                                       |  |  |                                      |  |
|                                       |                                     | Carlo II, re di Napoli           | Carlo I, re di Napoli          |  |  |       |  |  |                                       |  |  |                                      |  |
|                                       |                                     | Carlo II, re di Napoli           | Carlo I, re di Napoli          |  |  |       |  |  |                                       |  |  |                                      |  |
|                                       |                                     | Carlo II, re di Napoli           | Beatrice, contessa di Provenza |  |  |       |  |  |                                       |  |  |                                      |  |
| Bianca di Napoli                      |                                     | Carlo II, re di Napoli           |                                |  |  |       |  |  |                                       |  |  |                                      |  |
|                                       |                                     | Maria d'Ungheria                 | Stefano V, re d'Ungheria       |  |  |       |  |  |                                       |  |  |                                      |  |
|                                       |                                     | Maria d'Ungheria                 | Stefano V, re d'Ungheria       |  |  |       |  |  |                                       |  |  |                                      |  |
|                                       |                                     | Maria d'Ungheria                 | Elisabetta la Cumana           |  |  |       |  |  |                                       |  |  |                                      |  |
| Eleonora di Ribagorza                 |                                     | Maria d'Ungheria                 |                                |  |  |       |  |  |                                       |  |  |                                      |  |
|                                       | Ruggero Bernardo III, conte di Foix | Ruggero IV, conte di Foix        |                                |  |  |       |  |  |                                       |  |  |                                      |  |
|                                       | Ruggero Bernardo III, conte di Foix | Ruggero IV, conte di Foix        |                                |  |  |       |  |  |                                       |  |  |                                      |  |
|                                       | Ruggero Bernardo III, conte di Foix | Brunisenda di Cardona            |                                |  |  |       |  |  |                                       |  |  |                                      |  |
| Gastone I, conte di Foix-Béarn        | Ruggero Bernardo III, conte di Foix |                                  |                                |  |  |       |  |  |                                       |  |  |                                      |  |
|                                       |                                     | Margherita, viscontessa di Béarn | Gastone VII, visconte di Béarn |  |  |       |  |  |                                       |  |  |                                      |  |
|                                       |                                     | Margherita, viscontessa di Béarn | Gastone VII, visconte di Béarn |  |  |       |  |  |                                       |  |  |                                      |  |
|                                       |                                     | Margherita, viscontessa di Béarn | Mailda di Matha                |  |  |       |  |  |                                       |  |  |                                      |  |
| Giovanna di Foix-Béarn                |                                     | Margherita, viscontessa di Béarn |                                |  |  |       |  |  |                                       |  |  |                                      |  |
|                                       |                                     | Filippo d'Artois                 | Roberto II, conte d'Artois     |  |  |       |  |  |                                       |  |  |                                      |  |
|                                       |                                     | Filippo d'Artois                 | Roberto II, conte d'Artois     |  |  |       |  |  |                                       |  |  |                                      |  |
|                                       |                                     | Filippo d'Artois                 | Amicie de Courtenay            |  |  |       |  |  |                                       |  |  |                                      |  |
| Giovanna d'Artois                     |                                     | Filippo d'Artois                 |                                |  |  |       |  |  |                                       |  |  |                                      |  |
|                                       |                                     | Bianca di Bretagna               | Giovanni II, duca di Bretagna  |  |  |       |  |  |                                       |  |  |                                      |  |
|                                       |                                     | Bianca di Bretagna               | Giovanni II, duca di Bretagna  |  |  |       |  |  |                                       |  |  |                                      |  |
|                                       |                                     | Bianca di Bretagna               | Beatrice d'Inghilterra         |  |  |       |  |  |                                       |  |  |                                      |  |
|                                       |                                     | Bianca di Bretagna               |                                |  |  |       |  |  |                                       |  |  |                                      |  |

### Fonti primarie
- (LA)  Histoire de l'île de Chypre sous le règne des princes de la maison de Lusignan, volume 2.
- (FR)  Recueil des historiens des croisades. Historiens occidentaux. Tome second.
- (IT)  Chroniques d'Amadi et de Strambaldi. T. 1.
- (IT)  Chronique de l'Île de Chypre.

### Letteratura storiografica
- (FR)  Les familles d'outre-mer.
- (FR)  René Grousset, L'Empire du Levant : Histoire de la Question d'Orient, 1949